# تیغ‌پشت حشره‌خوار رنگ‌پریده
تیغ‌پشت حشره‌خوار رنگ‌پریده(نام علمی: Microgale fotsifotsy) نام یک گونه از سرده ریزراسویی‌ها است.